# Gustav Suits

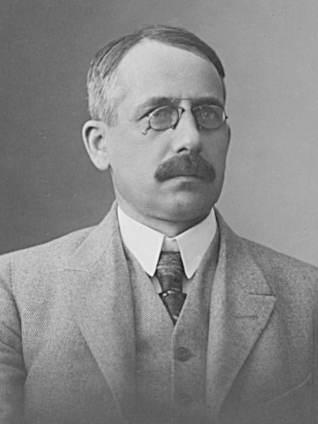
Gustav Suits auf einer Aufnahme von Anfang der 1920er Jahre.

Gustav Suits (* 18. Novemberjul. / 30. November 1883greg. in der Gemeinde Kastre-Võnnu, Kirchspiel Võnnu, Gouvernement Livland; † 23. Mai 1956 in Stockholm, Schweden) war ein estnischer Lyriker und Literaturwissenschaftler.

## Frühe Jahre
Gustav Suits wurde im ländlich geprägten Kreis Tartu als Sohn eines Schullehrers geboren. Er besuchte zunächst die Dorfschule, ab 1895 das Aleksandri gümnaasium in Tartu. Noch als Schüler war er in den Sommermonaten in Finnland als Hauslehrer für Französisch und Deutsch tätig. Er gehörte einem publizistisch tätigen Zirkel literaturbegeisterter Schüler an. Im Alter von 16 Jahren veröffentlichte Suits in der Zeitung Uus Aeg („Neue Zeit“) seinen ersten Essay. 1899 erschien sein erstes Gedicht Vesiroosid („Die Seerosen“) in einer Zeitung.
1904 legte Suits sein Abitur mit Auszeichnung („Goldmedaille“) ab und begann sein Studium an der Kaiserlichen Universität Dorpat. Von 1905 bis 1910 studierte er an der Universität Helsinki Literaturwissenschaft, Ästhetik und finnische Volksdichtung. Von 1911 bis 1913 war an der Universitätsbibliothek Helsinki beschäftigt. Von 1913 bis 1917 unterrichtete er Finnisch am russischen Gymnasium von Helsinki.
Von 1917 bis 1919 war Suits politisch links stark engagiert, lehnte aber den Kommunismus sowjetischer Prägung strikt ab. Er trat den estnischen Trudowiki bei und forderte die Unabhängigkeit Estlands von Russland. Nach der Ausrufung der staatlichen Selbständigkeit Estlands 1918 kehrte Suits in seine Heimat zurück.

## Literat
Von 1921 bis 1944 arbeitete Gustav Suits an der Universität Tartu als Dozent, später als Professor für estnische und allgemeine Literatur. 1921/22 war Suits Redakteur der radikalen Literaturzeitschriften Murrang und Tarapita. Anschließend gehörte er dem Redaktionskomitee der einflussreichen Zeitschrift Looming an. In dieser Zeit veröffentlichte er eine Vielzahl literaturwissenschaftlicher Aufsätze und Schriften. 1924 gründete er die Akademische Literaturvereinigung (Akadeemiline Kirjandusühing), deren Vorsitzender er bis 1941 blieb. 1935 ernannte ihn die Universität Uppsala zum Ehrendoktor.
1941 brannte Suits’ Wohnhaus beim Angriff der deutschen Wehrmacht auf Tartu mit rund 10.000 Büchern und zahlreichen Dokumenten und unveröffentlichten Manuskripten nieder. Vor der sowjetischen Besetzung Estlands flüchtete Gustav Suits 1944 über Finnland nach Schweden. In Stockholm war er in der Bibliothek des Nobelinstituts der Svenska Akademien angestellt.
Gustav Suits starb 1956 nach dreijähriger schwerer Krankheit. Er liegt auf dem Skogskyrkogården in Stockholm begraben.

## Dichtung
Gustav Suits war ein Erneuerer der estnischsprachigen Lyrik. Von 1905 bis 1916 gehörte er der literarischen Bewegung Noor-Eesti ("Junges Estland") als einer ihrer führenden Köpfe an. Die Werke von Noor-Eesti bedeuteten eine stärkere Hinwendung Estlands zur europäischen Lyrik, vor allem in Richtung Frankreichs und der skandinavischen Staaten. Leitstern für die Gruppe war Gustav Suits’ Aufruf im ersten Album von Noor-Eesti: "Seien wir Esten, aber werden wir auch Europäer!" (Olgem eestlased, aga saagem ka eurooplasteks!).
In seiner Dichtung vereint Gustav Suits sehr persönliche Erfahrungen mit allgemeinen Elementen. Auch die estnische Geschichte spielt in seinem Schaffen eine große Rolle, daneben Liebeslyrik und erotische Anspielungen. War seine Lyrik zu Anfang jung und optimistisch, machten sich seit dem Ersten Weltkrieg und der Oktoberrevolution in Russland 1917 enttäuschte und militante Töne breit.

## Rezeption im deutschsprachigen Raum
Als wichtiger Modernisierer der estnischen Lyrik ist Suits frühzeitig auch ins Deutsche übersetzt worden, sodass sich Gedichtproben von ihm in verschiedenen Anthologien und Zeitschriften finden. Über eine eigenständige Buchveröffentlichung auf Deutsch verfügt der Autor jedoch nicht. Die größte Auswahl stammt von Ants Oras in:
- Acht estnische Dichter. Ausgewählt und übertragen von Ants Oras. Stockholm: Vaba Eesti 1964, S. 23–61.

## Wichtigste Werke
- Elu tuli (Gedichte, 1905)
- Sihid ja vaated (Essays, 1906)
- Tuulemaa (Gedichte, 1913)
- Ohvrisuits (Gedichte, 1920)
- Kõik on kokku unenägu (Gedichte, 1922)[4]
- Lapse sünd (Ballade, 1922)
- Noor-Eesti nõlvakult (Essays, 1931)
- Tuli ja tuul (Gedichte, 1950)

## Privatleben
Gustav Suits heiratete 1911 seine finnische Studienkollegin Aino Thauvón (1884–1969). Das Paar hatte zwei Töchter.